# Cuatro hombres para Eva (álbum de Olé Olé)
Cuatro hombres para Eva es el quinto álbum de estudio del grupo español Olé Olé y el tercero junto a Marta Sánchez. Fue lanzado en 1988 bajo el sello Hispavox.

## Historia
En 1988 Olé Olé era el grupo pop más popular en España, junto con Mecano. Su nueva producción, Cuatro hombres para Eva, se convirtió en un nuevo éxito y volvieron a superar el disco de platino. Para este trabajo, Marta Sánchez potenció su imagen de mujer sexy. La mayoría de las canciones estaban hechas a la medida de esta nueva imagen.
El primer sencillo, Supernatural, se convirtió en número 1 a lo largo del verano de 1988. Ese año Olé Olé, fue el grupo que más conciertos realizó por toda la península ibérica. Asimismo comenzó su promoción por Latinoamérica, donde el grupo empezó a adquirir gran popularidad. A Supernatural, le siguieron los sencillos  Vecina, Sólo es un viaje y Búscala. Incluyeron también una versión del bolero Quizás, quizás, quizás. Tras terminar la gira de este disco, Emilio Estecha decidió abandonar el grupo para dedicarse a la informática.

## Lista de canciones
| # | Título                     | Compositor(es)                                         | Duración |
| - | -------------------------- | ------------------------------------------------------ | -------- |
| 1 | Sólo es un viaje           | Emilio Estecha                                         | 3:13     |
| 2 | Cuatro hombres para Eva    | Marcelo Montesano / Emilio Estecha                     | 3:24     |
| 3 | Búscala                    | Marcelo Montesano / Gustavo Montesano                  | 4:15     |
| 4 | Vecina                     | Marcelo Montesano                                      | 4:20     |
| 5 | Quizás, quizás, quizás     | Osvaldo Farrés                                         | 4:02     |
| 6 | Supernatural               | Marcelo Montesano / Gustavo Montesano                  | 3:34     |
| 7 | A dónde has ido            | Gustavo Montesano / Emilio Estecha                     | 3:19     |
| 8 | Amorgrama                  | Gustavo Montesano                                      | 3:07     |
| 9 | Él te desea y piensa en ti | Marcelo Montesano / Gustavo Montesano / Emilio Estecha | 3:27     |

## Versiones
En 2016 se publica el álbum de duetos "Sin control" por el regreso de Olé Olé con la formación original, dentro del álbum se incluye una nueva versión de "Búscala", grabada por Vicky Larraz y Marta Sánchez en forma de dueto.